# Piroxmangita
A piroxmangita, ou piroxmangite é um mineral da classe dos inossilicatos, e dentro desta classe pertence ao “grupo dos piroxenóides”. Foi descoberto em 1913 numa mina perto de Nyköping (Suécia), sendo nomeado como um derivado de piroxênio + manganês, em alusão à sua estrutura e composição.

## Características físicas e químicas
É um silicato de manganês, estruturalmente é um inossilicato de cadeia única com cadeias de períodos 7-, 8-, 10-, 12- e 14-, semelhantes aos piroxênios, mas não deste grupo. É dimórfico da rodonita, mineral com a mesma fórmula química e estrutura cristalina da piroxmangita. Então eles são facilmente confundidos e seus cristais muitas vezes aparecem juntos; No entanto, a piroxmangita se forma em um ambiente de alta temperatura, enquanto a rodonita é um polimorfo de baixa temperatura.
A piroxmangita é de cor rosa intenso, geralmente aparecendo como massas de granulação muito fina com veios pretos de óxidos de manganês produzidos por sua alteração. Os cristais são muito raros. Tanto os cristais quanto o material maciço podem ser usados como gemas, os primeiros facetados e os segundos como cabochões ou placas

## Formação e depósitos
Aparece em rochas com manganês que foram submetidas a metamorfismo regional e metassomatismo de contato. Geralmente é encontrado associado a outros minerais como: espessartina, tefroíta, alleghanyita, hausmanita, pirofanita, alabandina, rodonita ou rodocrosita. Foi encontrado na forma de bons cristais, muito apreciado no mundo do colecionismo, em Conselheiro Lafaiete e Minas Gerais (no Brasil). Na Espanha, material maciço de boa qualidade é encontrado na mina Serrana, em El Molar (Tarragona). Está associado à rodonita e à tefroíta.